# フローレンス (小惑星)
フローレンス（英語: 3122 Florence）は、岩石質で、2つの衛星を持つことが知られているアモール群の小惑星である。地球近傍天体、潜在的に危険な小惑星に分類される。直径は約5kmと計測されている。約895日間（2年4か月）かけて、太陽から 1.0 - 2.5 au の軌道を公転している。軌道離心率は0.42、黄道に対する軌道傾斜角は22°である。
1981年3月2日にサイディング・スプリング天文台で、アメリカ人天文学者シェルテ・バスが発見した。フローレンス・ナイチンゲールに因んで名付けられ、1993年4月6日に公式に認められた。
最小交差距離から地球にかなり接近し、また絶対光度から衝突の際は深刻な損害を生じると考えられるため、「潜在的に危険な小惑星」に分類されている。

## 衛星

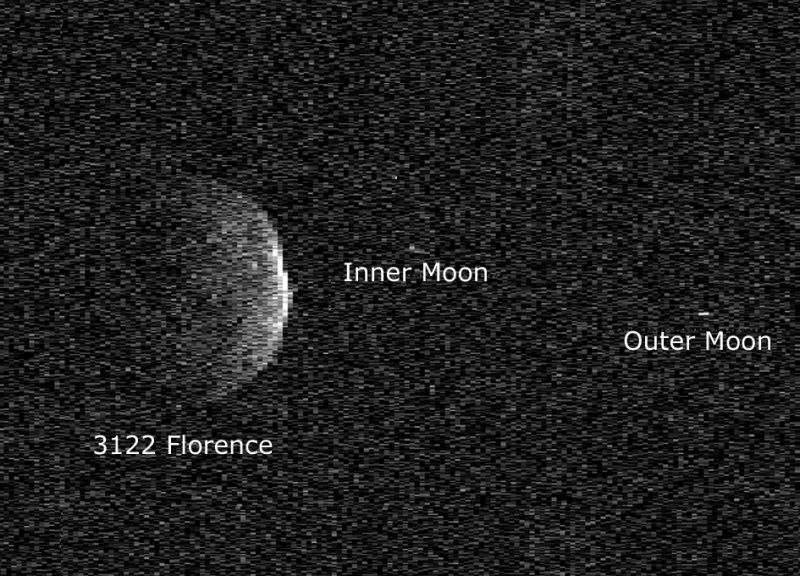
フローレンスと2つの衛星

2017年の地球接近の際に行われたレーダー観測により、フローレンスは2つの衛星を持つことが示された。内側の衛星の直径は80-240m、外側の惑星の直径は300-360mと推定されている。どちらも細長い形で、小惑星に対して潮汐固定されている。恐らく、ヤルコフスキー・オキーフ・ラジエフスキー・パダック効果により自転が加速されることで小惑星から放出された物質が緩く集まって形成されたものである。
小惑星の周りの公転周期は、内側の衛星で約7時間であり、外側の衛星で約21-23時間である。内側の衛星の公転周期は、衛星を持つことが知られる60個の地球近傍天体の衛星の中で最も短い。
(153591) 2001 SN263、(136617) 1994 CCに次いで2つの衛星を持つ地球近傍天体としては3つ目の事例となった。

## 2017年の地球への接近
2017年9月1日には、地球-月間の平均距離の約18倍に当たる、地球から0.047237天文単位（7,066,600km）の距離を通過した。地球から見た最大視等級は8.5となり、みなみのうお座、やぎ座、みずがめ座、いるか座を通って北上する様子が数夜にわたって小さな望遠鏡でも見られた。1890年以降、最も接近した小惑星であり、2500年以降までこれほど近づくことはない。前回の地球接近は1930年8月29日で、距離は0.05239天文単位であった。次に接近するのは2057年9月2日で、0.049952天文単位まで近づく。

2017-08-30 21:48:46から22:53:00 UTCのアニメーション
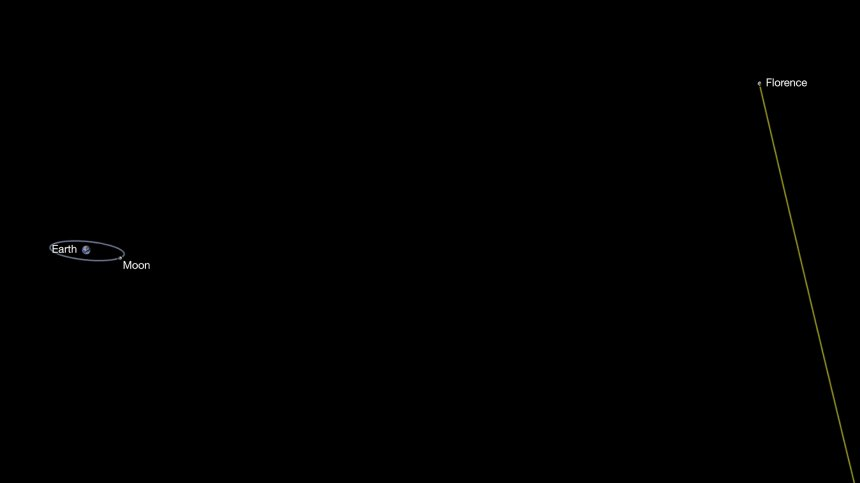
2017年に地球を通過するフローレンス
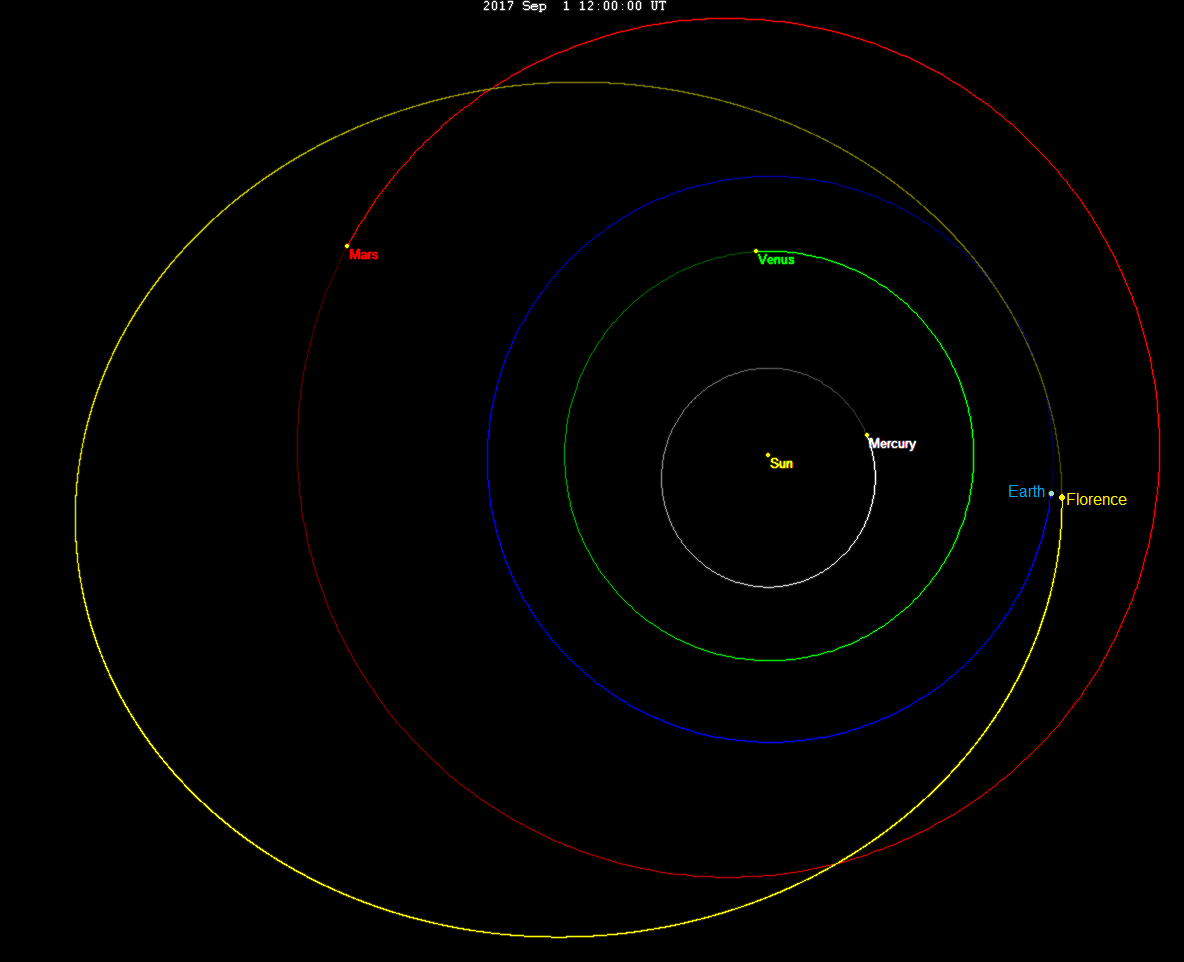
フローレンスの軌道
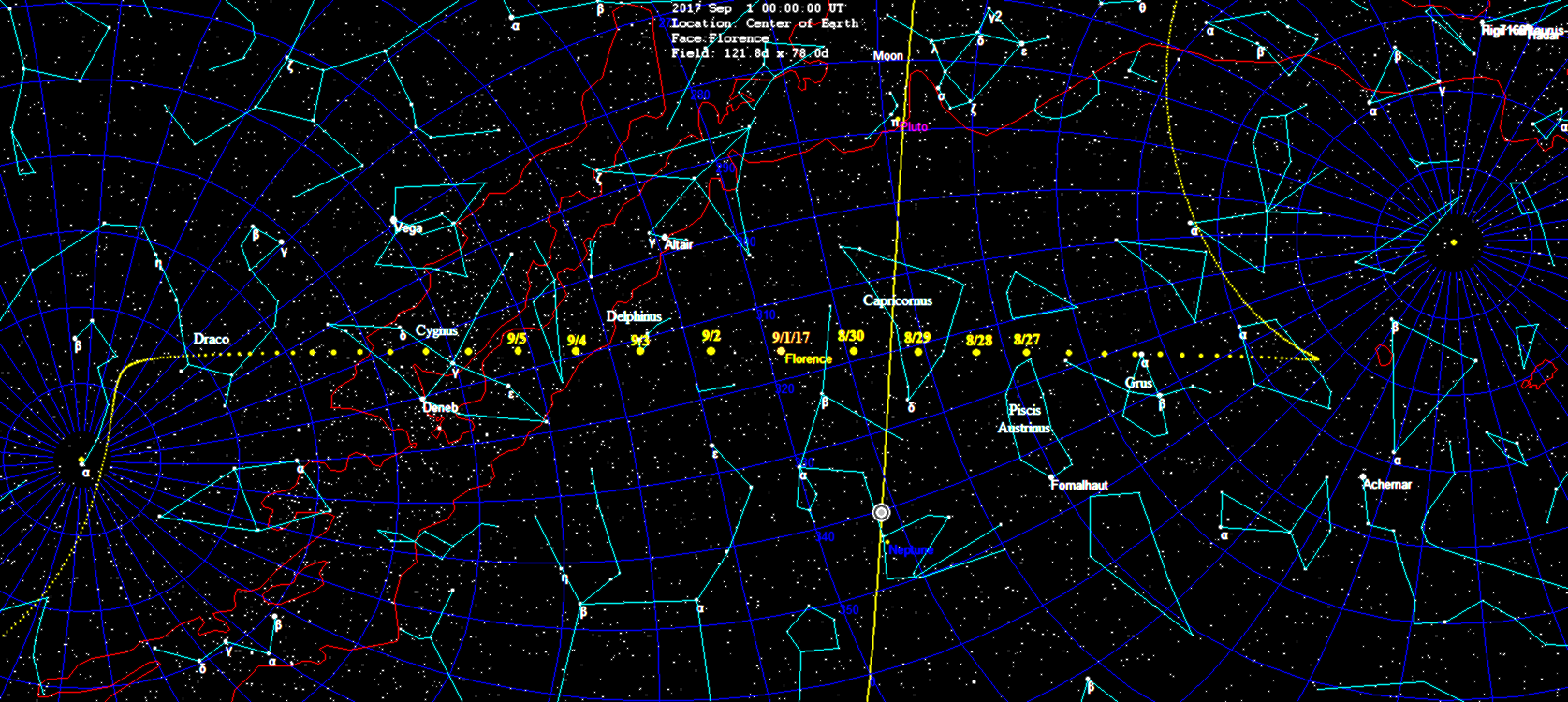
2017年9月1日頃、地球から見たフローレンスの日運動

### レーダー撮像
地球接近の際、アレシボ天文台及びゴールドストーン深宇宙通信施設を用いた観測が行われ、2つの衛星を持つことが発見された。
ゴールドストーン深宇宙通信施設

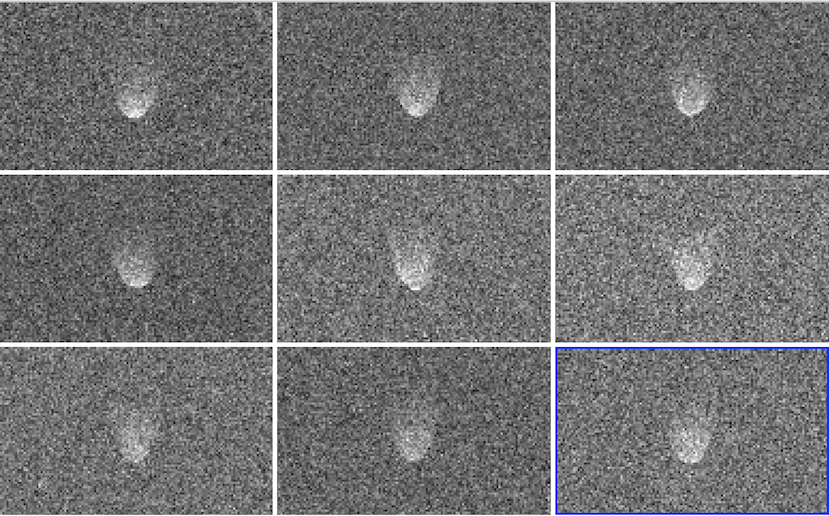
8月29日
9月1日[17]

アレシボ天文台

9月2日[28]
9月2日[29]
Sep 3[30]
9月4日[31]
9月5日[32]